# Alexandre-Gabriel Decamps
Pour les articles homonymes, voir Decamps.

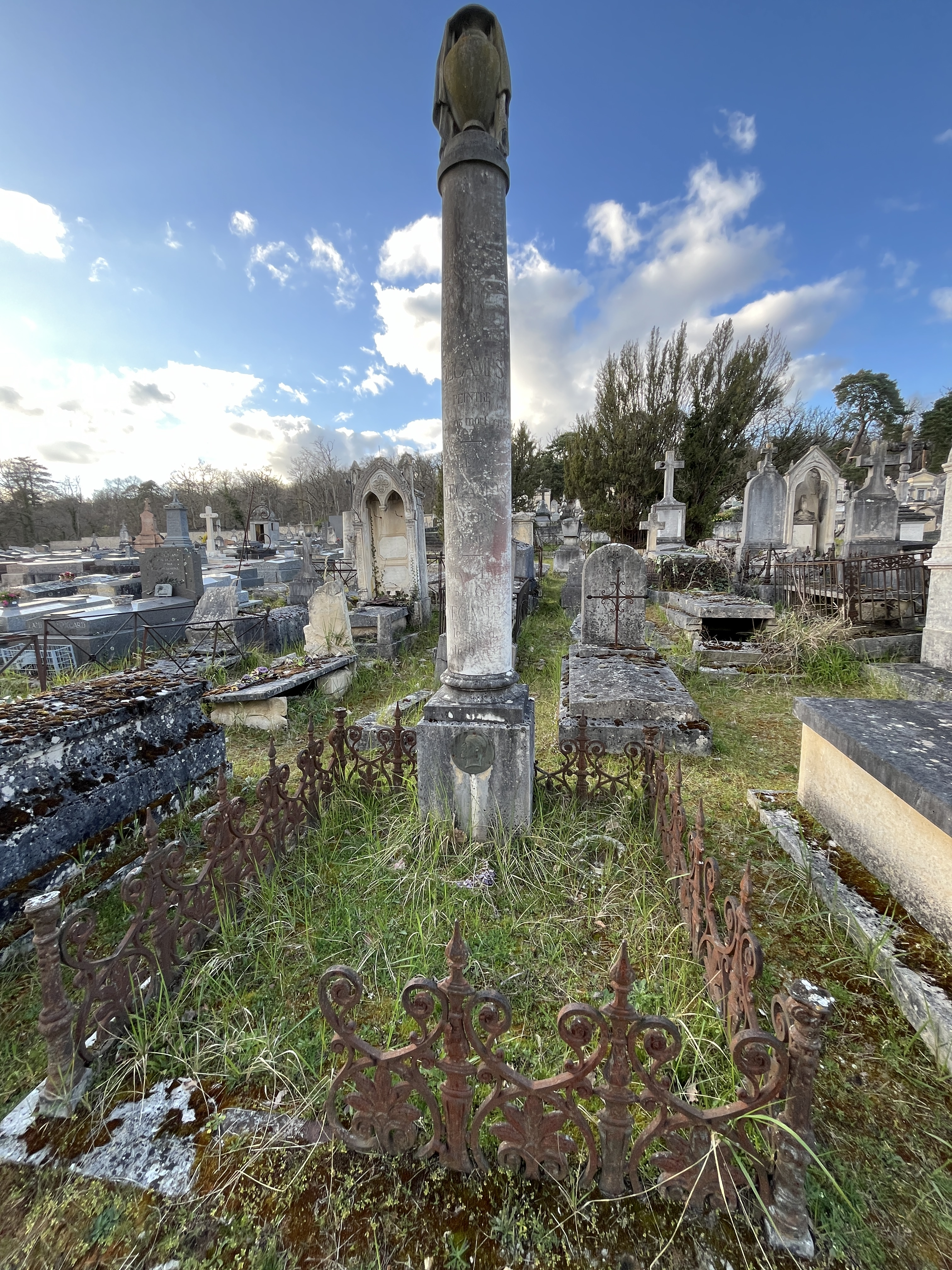
Sépulture d'Alexandre Decamps au cimetière de Fontainebleau.

Alexandre-Gabriel Decamps, né à Paris le 3 mars 1803 et mort à Fontainebleau le 22 août 1860, est un peintre et graveur français, l'une des grandes figures du romantisme. Une partie importante de son œuvre est conservée au musée du Louvre à Paris, au musée Condé de Chantilly et à la Wallace Collection de Londres.

## Biographie

### Enfance et formation
Né à Paris d'une famille d'origine picarde, Decamps passe en compagnie de ses frères trois ans de sa jeunesse à Arsy, où son père l'a envoyé afin de faire « l'apprentissage de la vie rustique », selon la lettre autobiographique que l'artiste adresse, en 1854, au docteur Louis Véron. Outre le goût de la nature, il en garde un intérêt pour le dessin suscité au contact des petits paysans qui taillaient par jeu d' « informes figures de craie », mais « le génie ne se révéla pas ».
À la mort de son père, en 1816, il retourne à Paris et entre dans l'atelier d'Étienne Bouhot, un peintre d'architecture auprès duquel il essaie de se former. Il le quitte en 1818 pour étudier sous la houlette du peintre Abel de Pujol, un tenant de la doctrine académique. Livré à lui-même, « sans direction » ni « théorie », il quitte déçu l'atelier du maître et s’engage dans une carrière d’artiste indépendant. Loin de l'académisme, il trouve son inspiration dans les faubourgs de Paris et les villages de la banlieue, au contact des milieux populaires et du pittoresque de la vie parisienne. Parallèlement, il s'exerce au Louvre à l'école des grands maîtres flamands et hollandais, vouant une admiration particulière pour Rembrandt, « le plus extraordinaire des peintres » (Lettre au docteur Véron).

### Les premiers succès
Decamps fait ses débuts comme peintre de genre. En février 1825 est invité à une chasse à courre dans l'Oise chez son protecteur, le baron d'Ivry au château d'Hénonville. Il y fait une étude Le vieux garde-chasse Gassois à Hénonville conservée au MUDO - Musée de l'Oise à Beauvais. Puis il peint Chasseur au marais (1827), Les Janissaires (1827), marquant une attirance pour la nature et les sujets orientaux. Soucieux de perfectionner son art, il voyage en Suisse et dans le midi de la France (1824). Il expose pour la première fois au Salon en 1827 avec La Chasse aux vanneaux et Soldat de la garde du Vizir.
En 1828, il est envoyé en mission en Grèce en compagnie du peintre Louis Garneray, chargé de commémorer par un tableau la victoire de Navarin, et poursuit un périple qui le conduit à Constantinople, en Asie mineure (Smyrne) et au Moyen-Orient. Cette expérience sera décisive. Au cours de son séjour, il prend des notes, réalise des croquis et emmagasine les images avec lesquelles il façonnera à son retour sa vision de l'Orient, devenu une source profonde d'inspiration.

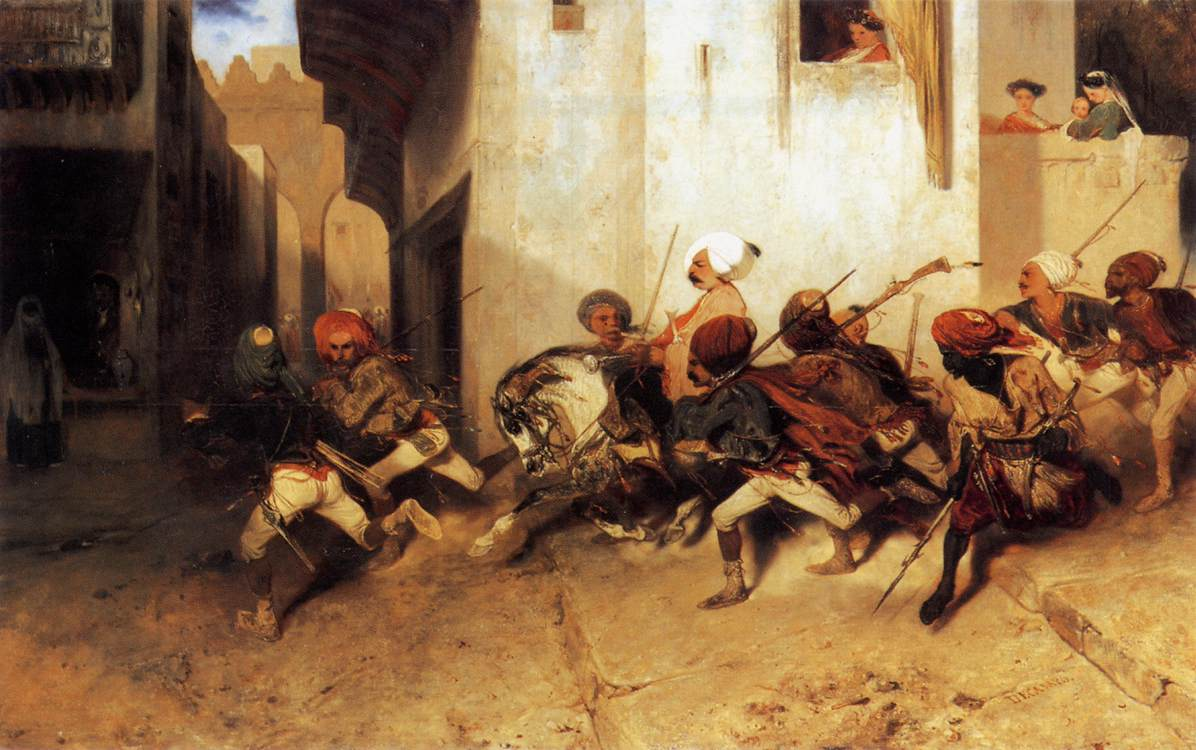
La Patrouille turque (1831), Londres, Wallace Collection.

Au Salon de 1831, il expose avec succès sept toiles, dont Cadji Bey ou la Patrouille turque, dans laquelle il peint avec vivacité le chef de la police de Smyrne et ses gardes parcourant au pas de charge les rues de la ville. On observe l'extrême stylisation des figures, la vigueur du coloris ainsi que le contraste accentué entre les zones claires et les sombres. Ce tableau très remarqué valut à l'auteur une médaille de seconde classe, sa première distinction. Avec Cavaliers turcs à l'abreuvoir et Les mendiants (Salon de 1833), puis Corps de garde sur la route de Smyrne (Salon de 1834), il assoit définitivement sa réputation d’« inventeur de l'Orient ».
Dans ses premiers essais, on pouvait remarquer sa prédilection pour la peinture des animaux, en particulier les chiens, que l'on retrouve avec L'Âne et les chiens savants et L'Hôpital des galeux (Salon de 1831). Il cultive une non moindre passion pour les singes, assimilés à des personnages humains, suivant une tradition héritée de Teniers et continuée par Chardin. Le Singe peintre ou Intérieur d'atelier (1833) wga.hu montre un singe savant en costume de cirque peignant un tableau placé devant lui ; il a l'air absorbé, presque méditatif. Au fond, un petit singe, le dos tourné, broie des couleurs. Dans cette mise en scène très réussie, Decamps portait un regard distancié sur son art. Il y aura aussi, dans la même veine, les singes musiciens, cuisiniers, boulangers, charcutiers, ouvriers, etc. Les Experts, tableau exposé au Salon de 1839, mérite une mention spéciale. Travestis en singes, ils imitent l'attitude des juges chargés d'estimer la valeur des œuvres. Façon pour l'auteur de dauber les vrais experts qui lui avaient refusé certaines pièces ? Cette « parodie spirituelle », exécutée avec brio, fut considérée comme l'une des meilleures toiles du maître.
Decamps sera-t-il connu comme le « peintre des singes », ainsi qu'il se désigne dans sa lettre au Dr Véron avec un humour teinté d'ironie amère ? En réalité, ce n'est pas la première fois qu'il usait de cette forme d'esprit si importante dans son œuvre : de 1827 à 1831, il s'était fait remarquer par ses dessins satiriques publiés dans Le Figaro, L'Artiste, et surtout La Caricature, le journal de Philipon. Dans ses lithographies politiques, il avait fait preuve d'une ironie mordante qui lui valut alors une grande popularité.

### Les années fécondes, 1831-1850

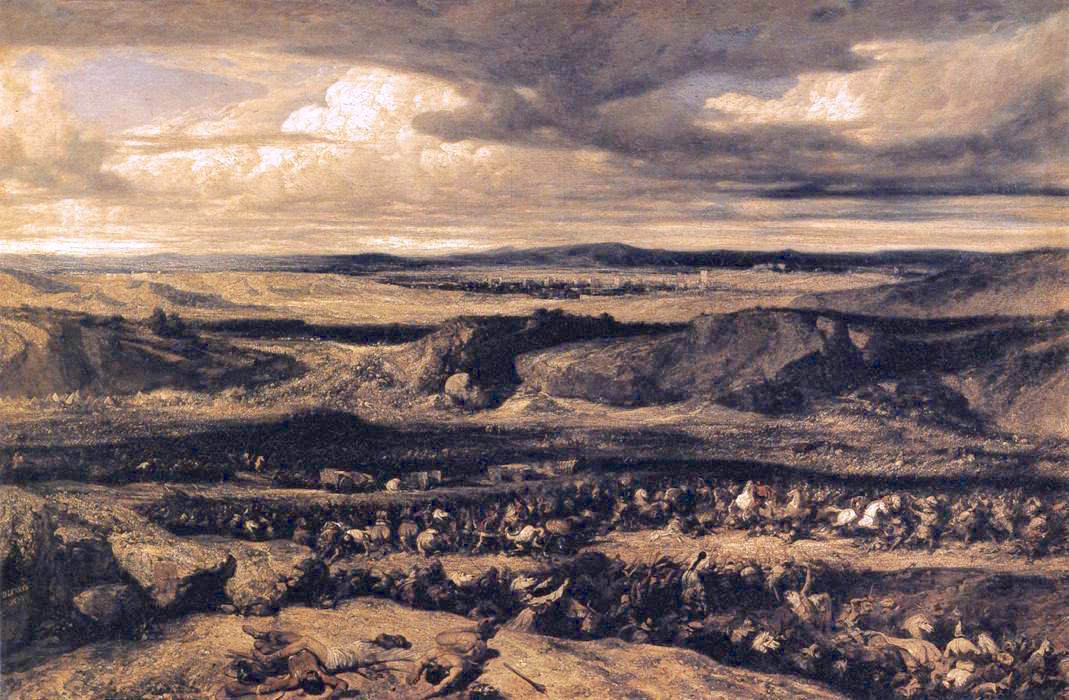
La Défaite des Cimbres (1833), Paris, musée du Louvre.

En 1834, Decamps envoie au Salon son œuvre la plus célèbre, La Défaite des Cimbres ou Marius défait les Cimbres dans la plaine située entre Belsannettes et la grande Fugère. Cet ample tableau qui représente le combat entre les deux armées produit une vive impression par son effet dramatique. Mais on est surtout frappé par la grandeur aride du paysage qui l'entoure. L'inextricable mêlée apparaît sur un plan secondaire par rapport au théâtre de la bataille, inspiré à l'artiste par le décor du massif des Maures, en Provence, auquel il donne des proportions épiques. « Le théâtre de la bataille, est plus étonnant, plus superbe que la bataille elle-même » (Charles Blanc). Avec ce tableau aux dimensions inhabituelles chez l'artiste, Decamps pouvait prétendre à la grande histoire, tandis que l'œuvre devenait un point de repère pour ses contemporains. Decamps reçut une médaille de première classe ; le tableau fut acheté par Etienne Arago, puis revendu au duc d'Orléans.
Après ce coup d'éclat, Decamps n'exposera pas au Salon avant 1839. Entretemps, il fait un voyage en Italie (1835), le « pays des merveilles », et étudie les œuvres de Raphaël et Titien. De 1835, date aussi le tableau Les danseurs albanais (Brest, musée des beaux-arts). La période qui suit est particulièrement créative. En sortiront notamment Joseph vendu par ses frères (1835), Le Supplice des crochets (ca1835), Enfants jouant avec des tortues (1836), Moïse sauvé des eaux (1837), Paysage avec le bon samaritain (1837), Rue d'un village en Italie (1838), où les sujets bibliques mêlés aux thèmes orientaux complètent son image de l'Orient. Plusieurs de ces tableaux seront exposés au Salon de 1839. Parvenu au sommet de son art, Decamps est nommé chevalier de la Légion d'honneur (27 juin 1839).
Dans les années suivantes, il continue dans la veine historique avec le Siège de Clermont en Auvergne, à l'époque de la Gaule, et Épisode de la bataille des Cimbres, dessinés au crayon (Salon de 1842). Constatant qu'aucune commande publique ne lui est passée malgré le succès de ses œuvres au Salon, il décide de frapper un grand coup et d'entreprendre ce qui sera son grand œuvre, Josué arrêtant le soleil. Une première esquisse monumentale ne le satisfait pas pleinement (Toledo Museum of Art, Ohio, aujourd'hui détruit). Une seconde esquisse magistrale s'avère décisive. Il se lance dans l'ébauche du tableau monumental (6x8m) mais il sait qu'il ne sera pas prêt pour le Salon de 1845. Il entreprend alors un projet parallèle, une Histoire de Samson en plusieurs épisodes comportant neuf dessins au fusain rehaussés de lavis, d'aquarelle et de pastel, l'ensemble formant un tout « homogène dans sa variété », de l'avis même de l'auteur (Lettre au Dr Véron). Le personnage de Samson, décrit sous l'aspect d'un jeune homme simple démarqué de l'Hercule de la mythologie, est accueilli avec intérêt par le public. Exposés au Salon de 1845, ces superbes dessins comparés à une « longue frise » (Charles Blanc) sont salués avec enthousiasme par Baudelaire. Cependant, il connaît une certaine incompréhension au Salon de 1846, où plusieurs tableaux lui sont refusés. Le succès est de retour au Salon de 1851 avec notamment Souvenirs de Turquie d'Asie et Eliezer et Rebecca photo.rmn.fr ; il est promu officier (2 mai 1851).

### Les dernières années

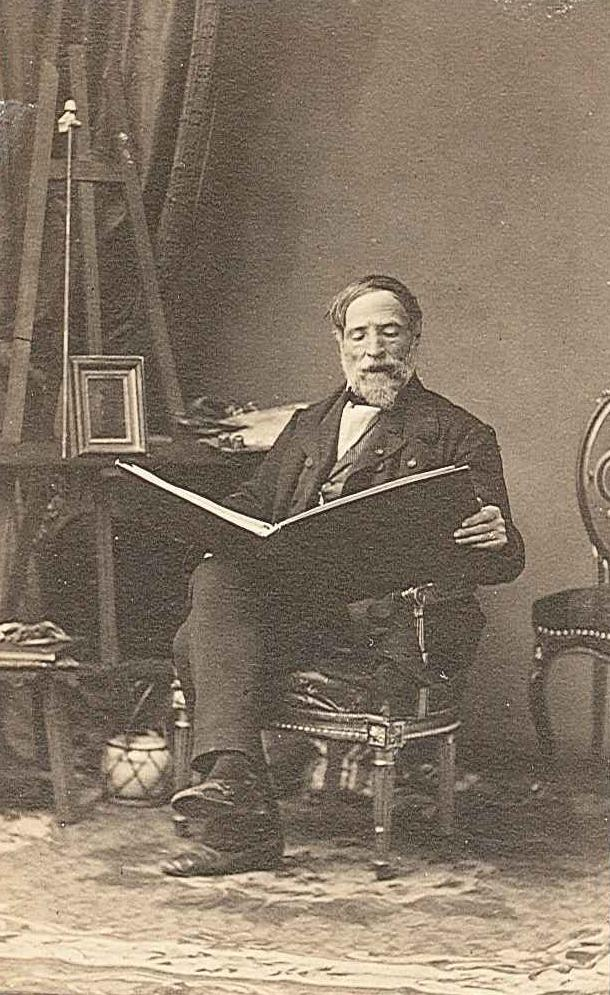
Eugène Disdéri, Alexandre Gabriel Decamps, photographie.

Vers 1853, sa santé se dégrade, il souffre de troubles nerveux et son travail s'en ressent. En proie au découragement, il vend son atelier parisien (avril 1853), livre aux enchères ses œuvres inachevées et se retire dans le midi au Veyrier (Lot-et-Garonne). C'est de là qu'en 1854, il adresse sa célèbre lettre au Dr Véron. Il rebondit lors de l'Exposition universelle de 1855 où il présente une large rétrospective de son œuvre comprenant une cinquantaine de pièces ; il reçoit la médaille d'honneur en même temps que Delacroix et Ingres, la plus belle des consécrations.
Dans les dernières années de sa vie, il entreprend de grandes toiles qui resteront en partie inachevées. En 1857, il s'établit à Fontainebleau, son « pays d'affection », où il retrouve un environnement propice au travail. Parmi les œuvres de cette époque, on peut citer Le laboureur, effet du matin (1857) et Le chercheur de truffes (1858), qui manifestent un nouvel intérêt pour la lumière. À la suite d'une chute de cheval lors d'une chasse de vénerie, il décède le 22 août 1860, vers 20 h, à Fontainebleau, en sa demeure sise 108 rue de France. Il était chevalier de la Légion d’honneur.

## Œuvre

### Père de l'orientalisme

#### Decamps révèle l'orientalisme au Salon de 1831 et s'impose comme la référence incontournable
Le Salon de 1831 marque un tournant dans l’histoire de l’orientalisme. Pour la première fois, le public découvre l’Orient du quotidien au travers d’œuvres sincères et vraisemblables issues du voyage d’un peintre.  Les œuvres de Decamps, notamment sa Patrouille turque, ses sujets et ses forts contrastes d’ombres et de lumière l’imposent d’emblée et pour longtemps comme la référence incontournable en matière d’orientalisme. « Délicieuses images d’un monde que le romantisme avait entrevu à travers les splendeurs de l’Itinéraire, et que la violence de Decamps enfonce au cœur de la peinture française. L’Orient sera désormais une des belles obsessions de nos maîtres » constate Henri Focillon.  
Théophile Gautier rapproche le rôle de Decamps, découvreur de l’Orient  de celui de Jean-Jacques Rousseau, découvreur de la nature : «  Au dix-neuvième siècle, M. Decamps a découvert l’Orient. L’on peut dire qu’avant lui ces splendides contrées, bien-aimées du soleil, n’existaient pas pour l’art ».  
Maxime Du Camp constate l’influence considérable de Decamps sur les peintres, tel un « Christophe Colomb de l’Orient ». Cette influence évidente sur les Convulsionnaires de Tanger de Delacroix est également manifeste sur l’œuvre de Fromentin, Gérôme, et la plupart des orientalistes.
« En dépit de l’abondance de la production exotique, l’œuvre de Decamps reste, jusqu’à une période avancée, la référence incontournable. Du moins est-ce la plus facile et elle rejoint en popularité celle des Mille et Une Nuits. Cette impression n’est pas réservée aux peintres » analyse Christine Peltre. C’est encore l’exemple de Decamps qui, telle une évidence,  vient à l’esprit de Le Corbusier lorsqu’il découvre l’Orient à Constantinople.

#### Decamps rend la Bible à l'Orient
Dans l’histoire de la peinture religieuse, les sujets bibliques ont toujours été représentés dans des paysages occidentaux de proximité, paysages toscans pour la peinture florentine, paysages du nord pour les peintures flamande et hollandaise. Avec la peinture classique, le paysage d’Italie devient la référence suprême, fût-il extrêmement stylisé. La Terre sainte était paradoxalement dissociée de l’Orient, alors inconnu des peintres.
Fort de sa reconnaissance d’initiateur de l’orientalisme, Decamps rend la Bible à l’Orient. Il parvient ainsi à mener de front une double ambition, celle du peintre d’histoire qu’il veut faire reconnaître et celle du peintre orientaliste que tout le monde salue avec enthousiasme. Ses sujets religieux sont peints dans des paysages d’Orient sévères et grandioses, souvent éblouis de lumière : Joseph vendu par ses frères (Salon de 1839), Samson combattant les philistins (Salon de 1839), Josué arrêtant le soleil,  Suite de Samson (Salon de 1845), Eliézer et Rébecca (Salon de 1850-51), Saül poursuivant David.
Decamps ne tombe pas dans l’anecdote orientaliste, conscient qu’elle ne convient pas à la peinture religieuse. Les paysages sont vraisemblables mais stylisés et puissants, les figures sont réduites et reléguées au second plan. Ce qui compte avant tout, c’est l’évocation. Le spectateur est transporté dans un Orient biblique saisissant.
Bruno Foucart a mis en lumière le rôle majeur joué par Decamps dans le renouveau de la peinture religieuse. Après la voie d’Ingres, héritier de Raphaël, après celle de Delacroix, héritier de Véronèse, decamps, héritier de Rembrandt,  ouvre une troisième voie en matière de peinture religieuse, de loin la plus audacieuse et la plus novatrice de son temps. « Decamps est bien dans ces conditions le père fondateur de l’orientalisme ; d’emblée, il démontre la relative vanité d’un exotisme à la description exacte, puisqu’il suffit l’impression ; d’emblée, il fixe les limites d’une nouvelle peinture d’histoire moins soucieuse de décrire que d’évoquer ».
Decamps spiritualise le paysage, qui, dépouillé du superflu d’une représentation descriptive, tend parfois à l’abstraction. Seule subsistent alors l’émotion orientaliste et la sensation du sacré.

### Passeur du réalisme
« Decamps a aimé la vie dans ses aspects les plus familiers, se plaisant au paysage, aux animaux, à l'existence des humbles […] À ce dernier titre, il est le continuateur de Géricault, le précurseur de Millet. »
« Les générations, entre 1830 et 1840, sont remplies par les efforts des artistes qui essaient de s'affranchir des influences littéraires et historiques du romantisme aussi bien que de l'académisme des classiques qui veulent traduire, eux aussi, à côté des vaillants paysagistes marchant déjà de conquête en conquête, les aspects de la vie de l'homme contemporain. Ce souci de remettre l'art dans sa vraie voie, de lui faire exprimer les aspirations et les formes de la vie de notre temps, se fait sentir même dès le début du siècle. Mais sans remonter à Delacroix, à Géricault et jusqu'à Gros ou à David, il est certain que, avec Decamps et à la suite de Decamps, il y a tout un monde d'artistes fortement remués par le mouvement des idées en fermentation à cette époque, mouvement qui allait aboutir à la grande effervescence démocratique de 1848. » analyse Léonce Bénédite

### Une grande figure de son temps

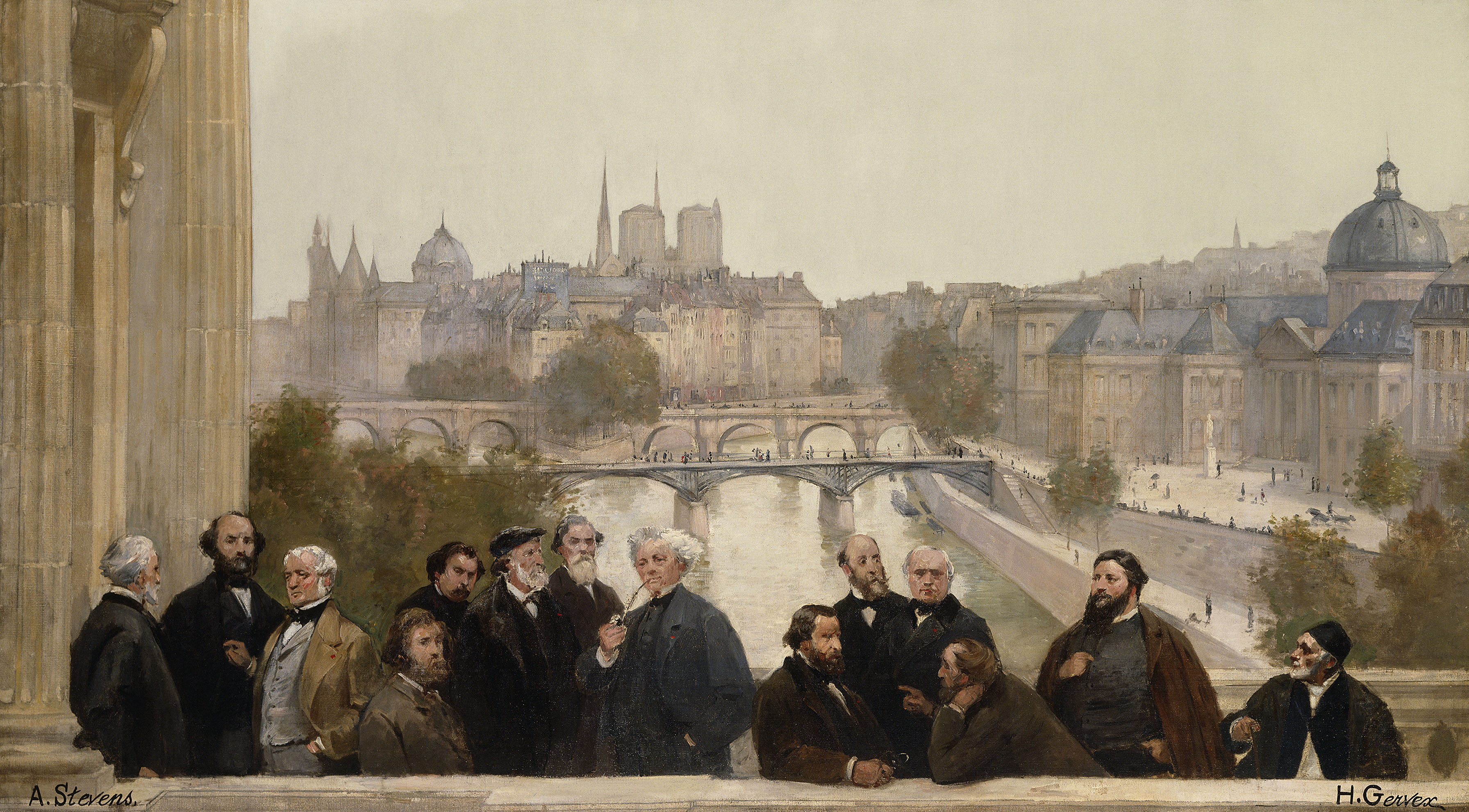
Panorama sur l'Histoire du siècle (fragment).
Henri Gervex, 1889.
Petit Palais, Paris.

Adolphe Moreau (1800-1859), collectionneur privé et ami de son frère, Maurice-Alexandre Decamps, a constitué du vivant de l'artiste un catalogue systématique de son œuvre incluant, à côté des planches originales, les reproductions de toutes sortes et de tous procédés : peintures, aquarelles, dessins au crayon ou au fusain, vingt eaux-fortes — et la manière de crayon —, une centaine de lithographies, et quelques gravures sur bois. L'un de ses contemporains qui reproduisit ses œuvres sous la forme de lithographies et non sans succès, fut Eugène Prosper Leroux.
S'il n'a pas toujours réussi à plaire au jury des expositions, Decamps a bénéficié de la faveur du public. Ses scènes de genre notamment furent un succès commercial. Il sut nouer des relations fructueuses avec les collectionneurs privés, amateurs d'art, marchands attachés à son œuvre qui s'adressaient directement à lui, comme l'aquarelliste anglais Arrowsmith. Parmi ses mécènes figure le duc d'Orléans. La plupart des ébauches avaient leurs destinataires. Ses ventes publiques furent toujours un événement qui provoquait l'enthousiasme de ses admirateurs. Cependant, s'il reçut la plupart des récompenses et marques de reconnaissance accordées aux artistes, il n'obtint pas de commande officielle, à l'exception de Job et ses amis, resté inachevé en raison de son état de santé, et non livré.

### Les Œuvres

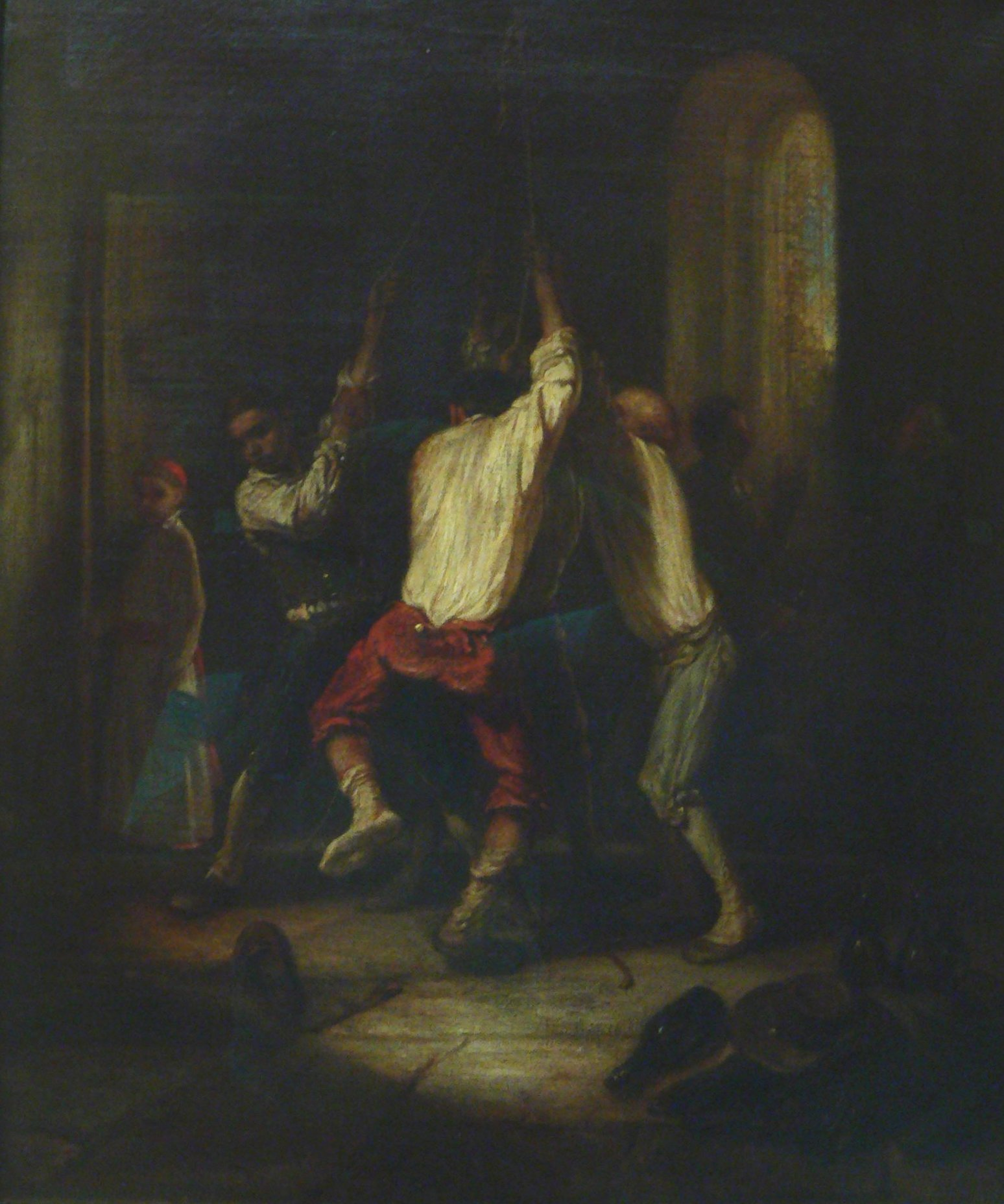
Les Sonneurs (1841), Paris, musée du Louvre.

- Londres, Wallace Collection : Un Janissaire, 1827, huile sur toile, 24 x 19 cm
- Williamstown, Clark Art Institute : Chasse aux oiseaux ou La Chasse au miroir, 1830, huile sur toile, 35 × 50 cm, Williamstown, Clark Art Institute[17]
- Williamstown, Clark Art Institute : Femme turque fumant, vers 1830, aquarelle, 14,8 x 10,6 cm
- Paris, musée du Louvre : La Battue en plaine, vers 1830, huile sur bois, 22 x 32 cm
- Londres, Wallace Collection : La Patrouille turque, vers 1830-1831, huile sur toile, 115 x 179 cm
- Chantilly, musée Condé : Paysage turc, vers 1832, huile sur toile, 49 x 65 cm
- Londres, Wallace Collection : L'Abreuvoir, 1832, huile sur toile, 80 x 117 cm
- Londres, Wallace Collection : Personnages orientaux au repos ou Constantinople, intérieur de parc, 1832-1833, huile sur toile, 33 × 46 cm[18]
- Paris, musée du Louvre : La Défaite des Cimbres, 1833, huile sur toile, 130 x 195 cm
- Paris, musée du Louvre : Mendiant comptant sa recette, 1833, huile sur toile, 41 x 32 cm
- Chantilly, musée Condé : Corps de garde turc sur la route de Smyrne à Magnésie, 1833, huile sur toile, 91 x 155 cm
- Paris, musée du Louvre : Le Singe peintre, dit Intérieur d'atelier, vers 1833, huile sur toile, 32 × 40 cm
- Londres, Wallace Collection : Personnage assis : une scène turque ou Les Anes à Boulaq, 1833, huile sur toile, 42 × 68 cm[19]
- Washington, Phillipps Collection : Intérieur d'un café turc, dit Le Rêve turc, vers 1833, huile sur toile, 31,5 x 40,5 cm
- Reims, musée des Beaux-Arts : Incendie d'un village italien, vers 1834, huile sur toile, 31,2 x 38,3 [20]

- Chantilly, musée Condé : Don Quichotte rencontre la belle Dulcinée, 1834, huile sur toile, 40 x 60 cm
- Londres, Wallace Collection : Le Supplice des crochets, vers 1835-1837, huile sur toile, 91 x 137 cm
- Brest, musée des Beaux-Arts : Les Danseurs albanais, vers 1835, huile sur toile, 77 × 124 cm
- Paris, musée du Louvre : Jésus sur le lac de Génésareth, vers 1836, huile sur toile, 40 x 74 cm
- Chantilly, musée Condé : Enfants jouant avec une tortue, 1836, huile sur toile, 72,5 x 91,6 cm
- Williamstown, Clark Art Institute : Le Chat, la belette et le petit lapin, 1836, huile sur toile, 23 x 34 cm
- Londres, Wallace Collection : Moïse sauvé des eaux, 1837, huile sur toile, 30 x 47 cm
- New York, Metropolitan Museum of Art : Les Experts, 1837, huile sur toile, 46,4 x 64,1 cm
- Paris, musée du Louvre : Une Rue à Smyrne, vers 1838, huile sur toile, 77 x 60 cm
- Londres, Wallace Collection : Joseph vendu par ses frères, 1838, huile sur toile, 30 x 41 cm
- Chantilly, musée Condé : Etendard turc, vers 1839, huile sur toile, 32 x 38 cm
- Reims, musée des Beaux-Arts : Diogène, vers 1840, huile sur toile, 23,5 x 30,9 cm[21]
- Reims, musée des Beaux-Arts : Le Capucin collecteur, 1840, huile sur carton, 17,8 x 23,7 cm[22]
- Reims, musée des Beaux-Arts : Souvenir de Turquie d'Asie (environs de Smyrne), huile sur toile, 31,6 x 56,2 cm[23]
- Williamstown, Clark Art Institute : La Halte dans le désert, 1840, aquarelle, 21,7 x 28,8 cm
- Paris, musée du Louvre : Sortie de l'école turque, vers 1841, huile sur toile, 66 x 89 cm
- Paris, musée du Louvre : Les Sonneurs, 1841, huile sur toile, 58 x 48 cm
- Londres, Wallace Collection : Traversée de la rivière ou Cavalerie turque traversant un gué, vers 1841, aquarelle, 32 x 46 cm[24]
- Londres, Wallace Collection : Les Sorcières de Macbeth, vers 1841, huile sur toile, 31 x 41 cm
- Paris, musée du Louvre : Le Valet de chiens, 1842, huile sur toile, 47 x 39 cm
- Williamstown, Clark Art Institute : Paysan italien, 1842, huile sur toile, 39,4 x 31,5 cm
- Paris, musée du Louvre : Les Remparts d'Aigues-Mortes, vers 1843, huile sur toile, 43 x 64 cm
- Paris, musée d'Orsay :  Intérieur de ferme rustique à Fontainebleau, vers 1843, huile sur toile, 78 x 56,5 cm
- Paris, musée du Louvre : La Mare, 1844, huile sur bois, 16 x 13 cm
- Paris, musée d'Orsay :  Marchand turc fumant dans sa boutique, 1844, 36 x 28 cm
- Chantilly, musée Condé : Vue d'Ebra en Palestine (aquarelle), vers 1844, 19 × 31 cm[25]
- Londres, Wallace Collection : Gué une rivière ou Arabes traversant une rivière, 1845, aquarelle, 50 × 85 cm[26]
- Chantilly, musée Condé : Cavalerie turque asiatique traversant un gué, 1845, pastel, 66 x 98 cm
- Paris, musée du Louvre (ancienne Collection Étienne Moreau-Nélaton[27] : Le Passage du gué, vers 1846-1853, huile sur toile, 58,3 x 118,5 cm
- Paris, musée d'Orsay :  Le Christ au prétoire, vers 1846, huile sur toile, 144 x 104,5 cm
- Chantilly, musée Condé : Souvenir de la Turquie d'Asie, dit Enfants auprès d'une fontaine, 1846, huile sur toile, 100 x 74 cm
- Chantilly, musée Condé : Ecole turque, 1846, huile sur toile, 32 x 41 cm
- Londres, Wallace Collection : Le Philosophe, 1846, huile sur toile, 22 x 28 cm
- Williamstown, Clark Art Institute : Vieille femme buvant, vers 1846, encre brune, 22,2 x 18 cm
- Chantilly, musée Condé : Bertrand et Raton, vers 1846, huile sur toile, 15 x 21 cm
- Paris, musée du Louvre : L'Affût, 1847, huile sur bois, 23 x 17 cm
- Chantilly, musée Condé : Enfant donnant à manger à un mouton, 1847, huile sur toile, 13 x 20 cm
- Williamstown, Clark Art Institute : Le Braconnier, vers 1847, huile sur toile, 24,1 x 18,5 cm
- Londres, Wallace Collection : Un puits en Orient ou Paysage de Syrie, 1847, huile sur toile, 31 × 42 cm[28]
- Londres, Wallace Collection : Le mouillage de Smyrne, vers 1847, huile sur toile, 46,8 x 68 cm[29]
- Chantilly, musée Condé : Marche de bachi-bouzouks, 1848, aquarelle, 21,8 x 42 cm
- Chantilly, musée Condé : Rebecca à la Fontaine, 1848, huile sur toile, 30 x 41 cm
- Paris, musée du Louvre : Le Désert indien, 1849, huile sur toile, 22 x 38 cm
- Paris, musée du Louvre : La Cour de ferme, 1850, huile sur toile, 32,5 x 24,5 cm
- Paris, musée d'Orsay :  Saül poursuivant David, vers 1853, huile sur toile, 45,5 x 81,5 cm
- Londres, Wallace Collection : La Pêche miraculeuse, vers 1853, huile sur toile, 28 x 45 cm
- New York, Metropolitan Museum of Art : Le Bon samaritain, vers 1853, huile sur toile, 93 x 74 cm

Dates non documentées
- Orléans, musée des Beaux-Arts: Le pâtissier turc, huile sur toile, 55 x 46 cm (disparu en juin 1940)[30].
- Paris, musée du Louvre : Le Rémouleur, huile sur toile, 38 x 51 cm
- Paris, musée du Louvre : La Caravane, huile sur toile, 60,5 x 100 cm
- Paris, musée du Louvre : Espagnols jouant aux cartes, huile sur toile, 47 x 62 cm
- Moscou, Musée Pouchkine : Jeunes mendiants, aquarelle, 36 x 47 cm
- Grenoble, musée de Grenoble : Ensemble de dessins et d'estampes
- Reims, musée des Beaux-Arts : Marine, huile sur toile, 24,3 x 35,3 cm [31]
- Reims, musée des Beaux-Arts : Vue d'Orient, huile sur carton, 31,1x24,8 cm [32]

## Réception critique
- « Decamps appartient à cette famille de peintres dont Rembrandt est le chef, qui cherchent moins la pureté des lignes, la beauté des formes, l'expression des traits, que la vérité, la force de la pantomime et du geste, et qui trouvent dans le maniement habile du clair-obscur des effets pathétiques qui parlent puissamment à l'imagination. » (Charles Clément, Decamps, 1887, p. 68).

## Les faux Decamps
Decamps est probablement, avec Corot, le peintre qui a été le plus copié et contrefait au dix-neuvième siècle. Son influence et son succès inégalés ont conduit de nombreux peintres à s'inspirer de sa manière. Des faux étaient déjà déplorés du vivant même de l'artiste. Ce problème a brouillé la visibilité de l'œuvre de Decamps à tel point que la grande majorité des œuvres qui lui sont attribuées aujourd'hui s'avèrent être des faux. Certaines conséquences peuvent être désastreuses comme l'acquisition de faux par des musées. La plus regrettable est sans conteste l'exposition consacrée à l'artiste par le musée des beaux-arts de Rouen en 2000 qui réunissait une majorité de faux, certains grossiers (notamment une copie maladroite d'une composition de Louis-Nicolas Cabat exposée au Salon de 1840), et contribuait à brouiller davantage encore la connaissance de l'œuvre de Decamps.

## Postérité
- La rue Decamps à Paris a été nommée à son nom.
- Une rue et une place de Fontainebleau portent son nom - Au centre de la place Decamps s'érige une statue de Decamps sculptée par Albert-Ernest Carrier-Belleuse
- Une statue de Decamps orne l'entrée de l'hôtel de ville de Paris, no 5 rue Lobau
- Une statue de Decamps orne l'Albert Memorial de Londres parmi les gloire de la peinture française avec Poussin, Claude Gellée, David, Gérard, Géricault, Delacroix, Horace Vernet, Ingres et Delaroche